# Секрет тропіканки (телесеріал, 1993)
«Секрет тропіканки» (порт.-браз. Mulheres de Areia, букв. «Жінки з піску») — бразильська теленовела виробництва компанії Глобу. У головних ролях Глорія Пірес і Гільєрме Фонтес. Прем'єрний показ відбувся 1 лютого — 25 вересня 1993 року. Римейк бразильського чорно-білого однойменного серіалу 1973 року.

## Сюжет
Дія розгортається у невеликому містечку Пантал-д'Арейя поблизу Ріо-де-Жанейро. У центрі сюжету Рут і Ракел — 26-річні сестри-близнючки, схожі зовні як дві краплі води, але різні за характером. Ракел — пристрасна і амбіційна, вона мріє жити заможно і безтурботно й не зупиниться ні перед чим на шляху до своїх цілей. Рут — врівноважена, спокійна і сором'язлива, й усе, що їй потрібно — кохати і бути коханою. Яскравим прикладом несхожесті сестер є їхнє ставлення до місцевого розумово відсталого хлопця Тонью на прізвисько Сновида: зачарований добротою Рут, він платонічно закохується у неї, і це почуття надихає його на створення піщаних скульптур на пляжі у вигляді жінок, тоді як Ракел жорстоко дражниться з нього і руйнує його творіння. 
Повертаючись до своєї родини у рибальському селищі, Рут зустрічає Маркуса й закохується в нього з першого погляду. Маркус, син забезпечених і впливових батьків, схоже, відповідає їй взаємністю. Але в цю ідилію втручається Ракел, яка вже давно підшукує собі такого нареченого. Видавши себе за сестру, вона спокушає Маркуса і вони одружуються. Рут страждає мовчки.
Проте шлюб Маркуса і Ракел ні до чого доброго не призводить. Чоловік скоро починає розуміти, з якою людиною він одружився, і вимагає розлучення. Але тут обидві сестри потрапляють у шторм на морі, і витягти з води вдаєтся лише Рут, в руці якої міцно затиснута обручка сестри. Їхні батьки, користуючись тим, що вона непритомна, видають її за Ракел...

## У ролях
- Глорія Пірес — Ракел Араужу-Асунсон / Рут Араужу, дочки Флоріану і Ізаури.
- Гільєрме Фонтес — Маркус Асунсон, син Віржиліу і Кларіти, брат Малу, економіст.
- Маркус Фрота — Тонью-Сновида, пасинок Донату, брат Глоріньї.
- Раул Кортес — Віржиліу Асунсон, чоловік Кларіти, батько Маркуса і Малу, віце-мер Пантал-д'Арейї.
- Сюзанна Вієйра — Кларіта Асунсон, дружина Віржиліу, мати Маркуса і Малу.
- Вівіан Пазмантер — Малу Асунсон, дочка Віржиліу і Кларіти, сестра Маркуса, подруга Андреа і Кароли.
- Умберту Мартінш — Алаор ді Алмейда Пасус, управитель ферми.
- Елоїза Мафалда — Мануела, продавчиня хот-догів.
- Паулу Гуларт — дон Донату, вітчим Тонью-Сновиди і Глоріньї, власник риболовецьких човнів.
- Нісетті Бруну — Жульєтта «Жужу» Сампайю, дружина Освалду, мати Андреа і Кароли.
- Адріану Рейш — Освалду Сампайю, чоловік Жульетти, батько Андреа і Кароли.
- Себастьян Васконселус — Флоріану Араужу, батько Рут і Ракел, чоловік Ізаури, рибалка.
- Лаура Кардозу — Ізаура Араужу, мати Рут и Ракел, дружина Флоріану.
- Даніель Данташ — Брену Суарес ді Азеведу, чоловік Вери, брат Кларіти, мер Пантал-д'Арейі.
- Ізадора Рібейру — Вера Суарес ді Азеведу, дружина Брену.
- Евандру Мескіта — Жоел, власник ресторану.
- Джованна Голд — Алзіра, служниця в домі Донату.
- Едуарду Московіс — Тіту, син Шику Белу, рибалка, хлопець Глоріньї.
- Таїс де Кампус — Арлет Асунсон, племінниця Віржиліу, кузина Маркуса і Малу.
- Жонас Блок — Вальтер Гартман на прізвисько Німець, власник бару в Пантал-ді-Арейї.
- Степан Нерцессян — Родрігу, комісар поліції Пантал-ді-Арейї.
- Ірвінг Сан-Паулу — Зе Луїс, брат Сезара, лікар, хлопець Кароли.
- Едвін Луїзі — доктор Муньйос
- Деніз Мілфонт — Вілма, дружина Сервіліу, працює в барі Німця.
- Антоніу Помпеу — Сервіліу, рибалка, чоловік Вілми.
- Каріна Перез — Андреа Сампайю, дочка Освалдуі Жульєтти, сестра Кароли, подруга Малу.
- Александра Марзу — Карола Сампайю, дочка Освалду і Жульєтти, сестра Андреа, подруга Малу.
- Жуан Карлуш Барросу — Даніел.
- Генрі Панончеллі — Сезар, адвокат, друг Віржиліу, брат Зе Луїса.
- Жуел Барселлус — Шику Белу, рибалка, батько Тіту.
- Шику Тенрейру — Матіас.
- Марселу Менсфілд — Сантьягу, замуправителя готелю.
- Лу Мендонка — Ду Карму, офіціантка в барі Німця.
- Алексія Дешамп — Марія Елена, подруга Вери.
- Маркус Міранда — Дуарте, водій Віржиліу, водій Сампайю.
- Серафим Гонзалез — Гарнізе, друг Донату.
- Габріела Алвес — Глорінья, падчерка Донату, сестра Тонью-Сновиди, дівчина Тіту.
- Маурісіу Ферражза — Васку, бармен готелю.
- Той Брессане — Розенду, управитель готелю.
- Кібела Ларрама — Лусія.
- Карлус Зара — Зе Педру, батько Тонії.
- Рікарду Блат — Моряк, однорукий рибалка.
- Паулу Бетті — Вандерлей Амарал, хлопець Ракел.
- Андреа Белтран — Тонія, власниця крамниці, дочка Зе Педру, сестра Режинью.
- Лусіано Віанна — Тавінью
- Клейде Блота — Ільда
- Суелі Франку  — Селіна, сестра Алаора.
- Дарій Реєс — Бастіан
- Вольф Майя — доктор Отасіліу Галван
- Оскар Магріні — Вітор
- Тотія Мейрелеш — Соня
- Фабриціо Біттар — Режинью
- Тереза де Кастро — Сіда

## Нагороди
APCA (1993)
- Найкраща акторка (Глорія Пірес).

Troféu Imprensa (1993)
- Найкраща акторка (Глорія Пірес).

Премія TV Press (1993)
- Найкраща акторка (Глорія Пірес)[1].

## Інші версії
- 1973—1974 — Секрет тропіканки (порт.-браз. Mulheres de Areia, букв. Жінки з піску), бразильська чорно-біла теленовела виробництва телемережі Rede Tupi. У головних ролях Ева Вілма і Карлус Зара, а також Джанфранческо Гуарнієрі у ролі Тонью-Сновиди. Сюжет створено бразильською сценаристкою Івані Рібейру за власною радіоновелою 1965 року «Наречені гинуть у морі» (порт.-браз. As Novias Morrem no Mar), на написання якої її надихнув американський кінофільм «Вкрадене життя» (1946) з Бетті Девіс у ролі сестер-близнюків[2].